# 莲花石

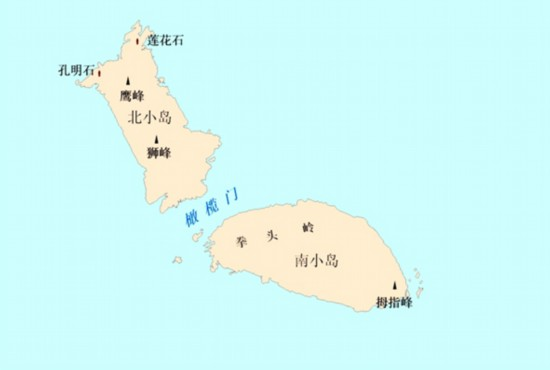
北小岛地圖。

莲花石，日文稱，是位在钓鱼台列屿北小岛的一个山峰，位置在島上的北边，因状如莲花而得名。莲花石西南边是孔明石，南边正对岛上的第二高峰鹰峰。莲花石的名稱由中國在2012年9月命名，日文名由黑岩恆在1900年命名。